# Combination Head (album)
Combination Head is het debuutalbum van de gelijknamige band uit Engeland. De muziek lijkt door het gebruik van het hammondorgel op die van Emerson, Lake & Palmer.

## Musici
- Paul Birchall – toetsen;
- Keith Ashcroft – gitaar; basgitaar;
- Paul Burgess, Carl Hutchinson, Phil Knight – slagwerk.

## Composities
1. Clover Rd A B C (9:52), (Birchall, Ashcroft)
2. Devonshire Crescent (2:58), (Birchall)
3. Combination Head (5:03), (Birchall)
4. Blue Waters (2:34), (Birchall)
5. The Bonk (5:03), (Brichall,Ashcroft)
6. Clover Rd D E F (4:23), (Birchall)
7. Fourteen (3:52),(Birchall),
8. For What? (4:18), (Birchall, Ashcroft)